# Axinella setosa
Axinella setosa är en svampdjursart som beskrevs av Jörn Hentschel 1929. Axinella setosa ingår i släktet Axinella och familjen Axinellidae. Inga underarter finns listade i Catalogue of Life.